# Championnats de France de tennis de table 2016
Navigation
Championnats de France 2015 Championnats de France 2017
Les Championnats de France de tennis de table 2016 ont lieu à Brest dans le département du Finistère du 15 au 17 avril 2016.
Il s'agit de la 86e édition de cette compétition, qui se déroule dans la salle de la Brest Arena.
Sont disputés des tableaux simples messieurs, simples dames, doubles messieurs, et doubles dames.

## Simple messieurs
La finale oppose Stéphane Ouaiche, vainqueur en 2014 et finaliste en 2015, à Romain Lorentz, pour qui c'est la première finale. Stéphane Ouaiche a battu Quentin Robinot en demi-finale, et Romain Lorentz s'est imposé face à Adrien Mattenet. Stéphane Ouaiche remporte son 2e titre sur le score de 4-0.

## Simple dames
Les demi-finales dames opposent Yang Xiao Xin à Liu Yu Hua, et Laura Gasnier à Jia Nan Yuan. Le titre est remporté par Xiao Xin Yang.

## Double messieurs
La finale voit la paire Stéphane Ouaiche / Abdel-Kader Salifou s'imposer face à  Brossier / Hachard.

## Double dames
La finale opposant Dessaint / Yuan à Agnès Le Lannic / Xiao Xin Yang est remportée par ces dernières.